# Santa Maria Mater Misericordiae a Via Latina

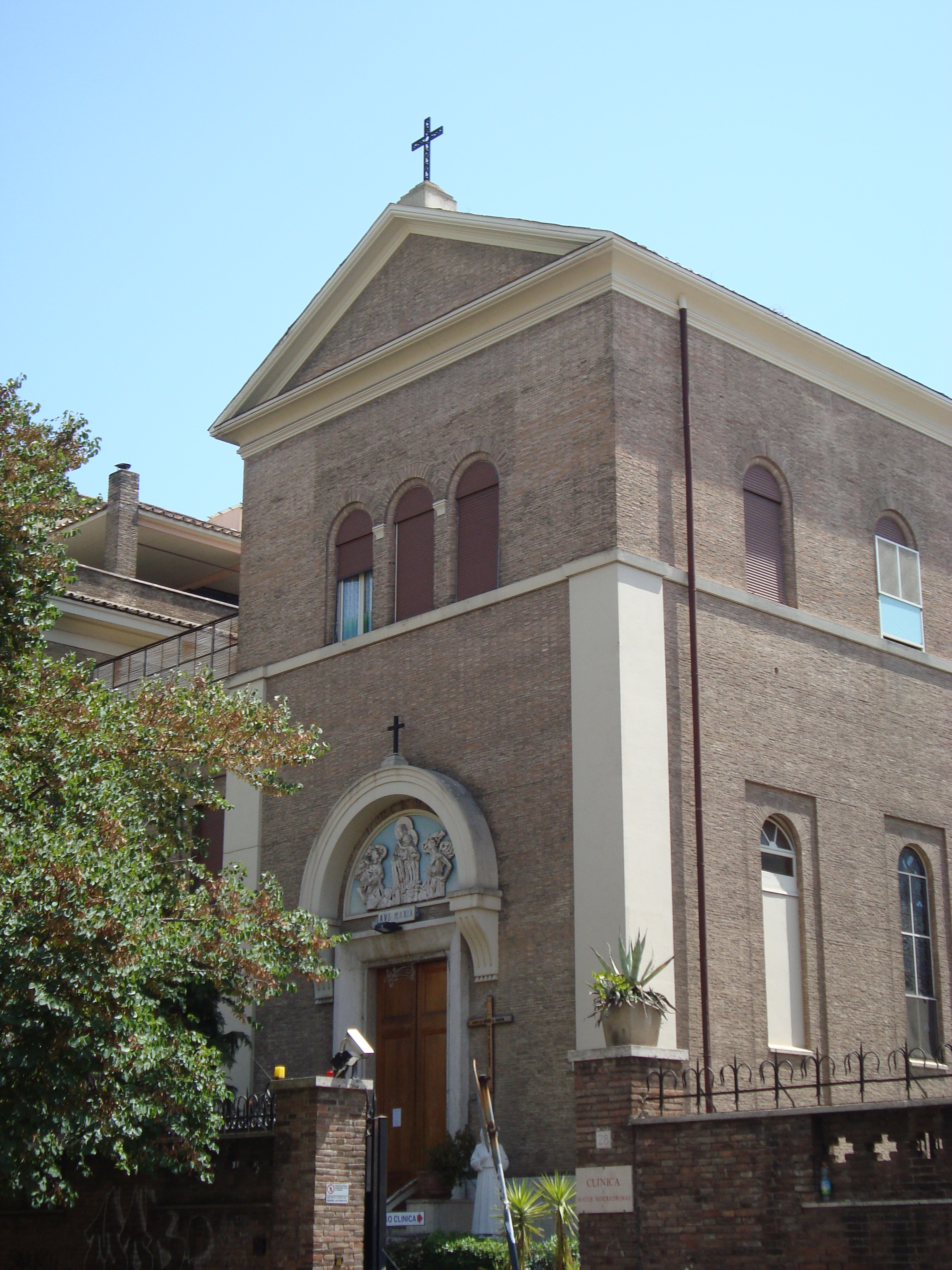
Vista da igreja.

Santa Maria Mater Misericordiae a Via Latina, conhecida apenas como Cappella Mater Misercordiae, é uma igreja conventual de Roma localizada na Via Latina, 28, no quartiere Appio-Latino. É dedicada na Nossa Senhora das Mercês. Ela é às vezes chamada de Santa Caterina da Siena, mas esta denominação, referente ao nome de sua paróquia, é incorreta.

## História
O convento do qual a igreja faz parte foi fundado em 1953 como uma casa de retiro para as irmãs idosas das Irmãs Hospitalárias da Misericórdia (em italiano:  Suore Ospedaliere della Misericordia). Esta, por sua vez, foi fundada em 1821 pela nobre e serva de Deus romana Teresa Orsini Doria Pamphilj Landi. Contudo, o projeto acabou sendo superado por um de uma clínica e casa de repouso para servir ao bairro que se desenvolveu à sua volta, ainda hoje funcionando com o nome de Clinica Mater Misericordiae.
Em 1971, a paróquia de Santa Caterina de Siena foi estabelecida, mas o local preferido para sua igreja permanente se mostrou impróprio e, por conta disto, as irmãs permitiram que a paróquia utilizasse sua igreja conventual para as atividades litúrgicas. Este arranjo continuou em vigor até 2013, quando finalmente a nova igreja de Santa Caterina da Siena a Via Populonia foi construída. O papa São João Paulo II a visitou em 10 de outubro de 1999.
A clínica conta com sua própria capela devocional para pacientes e residentes, mas a missa pública ainda é dita diariamente na igreja das irmãs.

## Descrição

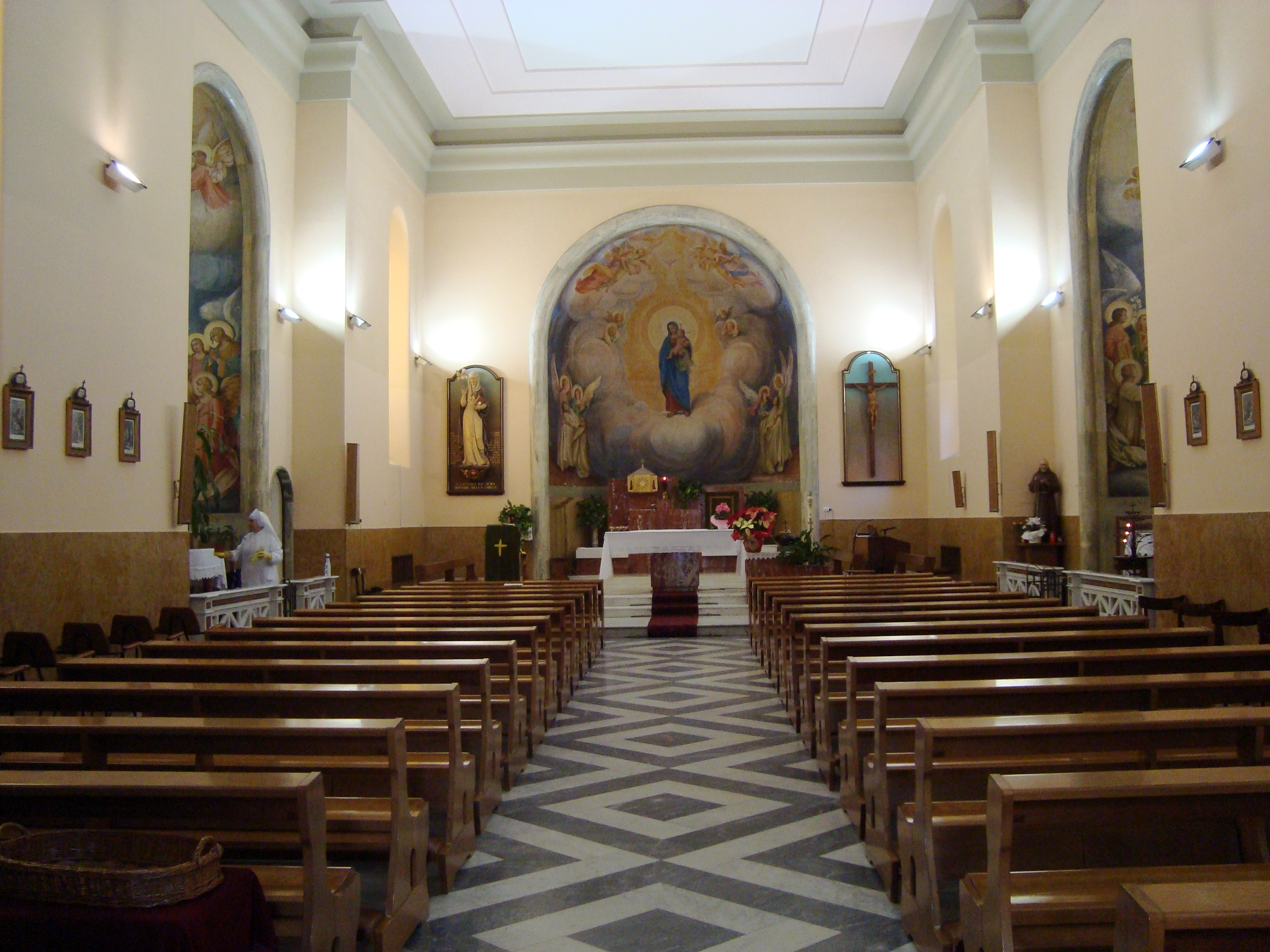
Vista do interior.

O edifício da igreja parece muito mais velho do que realmente é por causa de seu severo estilo neorromânico. A planta é basilical com uma nave sem corredores e com três baias seguida por um transepto ligeiramente mais largo que a nave e depois por um presbitério de uma baia só. Há ainda uma pequena abside de três lados e mais duas absides nos braços do transepto abrigando pequenas capelas laterais.
As paredes, em tijolos, tem dois andares separados por um estreita cornija marcapiano. Cada baia da nave tem duas janelas, uma alta de topo redondo situada num painel ligeiramente recuado abaixo da faixa e uma mais baixa, também de topo curvo, sobre ela. As baias são separadas por pilares cegos que se elevam até uma cornija que se projeta adiante. As extremidades do transepto tem, cada um, uma arcada de três janelas de topo curvo sobre a cornija e a mesma característica é repetida na parede de fundo do santuário acima da abside.
O telhado inclinado segue sem divisões da fachada até a parede do fundo do santuário.
A fachada tem dois andares, o primeiro mais alto que o segundo. Os cantos deste andar tem grandes pilastras retangulares brancas sem decoração nenhuma e que sustentam a mesma cornija marcapiano que corre à volta de todo o exterior. Acima da entrada está um grande tímpano emoldurado por um arco em relevo sustentando por corbeis e contendo uma escultura em relevo da Virgem com o Menino sendo adorada por anjos. O segundo andar tem uma fileira de três janelas arqueadas acima da cornija, com os dois pilares de tijolos que as separam com capitéis lombardos. A fachada é encimada por um frontão triangular classicamente correto branco, mas emoldurando mais tijolos aparentes.